# 真夜中の五分前
『真夜中の五分前』（まよなかのごふんまえ）は、2014年の日本・中国合作映画。原作は本多孝好の小説『真夜中の五分前 five minutes to tomorrow（side-A・side-B）』（新潮文庫刊）。

## あらすじ
日本人のリョウは、過去に恋人を亡くした心の傷を抱えたまま、上海の時計店で修理士として働いていた。
美しいルオランと知り合うリョウ。ルオランから、双子の妹ルーメイの結婚祝いの品について相談されたリョウは、自分が修理した骨董品の置時計を提案した。
ルオランとルーメイは瓜二つの一卵性双生児で、幼い頃から服を交換しては、親にも気づかれず入れ替わっていた。しかし、妹のルーメイの方が要領が良く、現在、華やかな女優の仕事をし、業界人と婚約中なのもルーメイだった。
ルオランと親しくなって行くリョウ。ルーメイや、婚約者のティエンルンと4人で集まると、酔ったルーメイはルオランに向かって、自分と入れ替わって人生を楽しめと挑発した。店を飛び出したルオランを自分の部屋に泊めるリョウ。
リョウの家に住むようになるルオラン。リョウの部屋の時計はいつも5分遅れていた。それは、亡くなった恋人に纏わる習慣だと話すリョウ。世界の時間に追いつける程度の5分間を楽しむのだという。
5分遅れの腕時計を作ってルオランに贈るリョウ。しかし、ルオランが心の底で密かに慕っているのは、妹の婚約者ティエンルンだった。
2人きりで旅に出るルーメイとルオラン。2人は旅先で事故に合い、ルオランは亡くなってしまった。
1年後、リョウに電話して来るティエンルン。結婚した相手がルーメイかルオランか分らないと言うのだ。
混乱したティエンルンはルーメイと離婚し、去って行った。
慰めるリョウに語るルーメイ。姉妹は思い出を共有し、お互いに意識しすぎて来た。服だけでなく、魂も度々入れ替わってきたのだと。
事故に合うまでの旅のルートを辿るルーメイ。旅先からリョウに出した手紙には、「もう1度生まれ変わるなら、今度は今を生きたい」と書かれていた。
教会を訪ね、ルオランが置いて行った5分遅れの腕時計を見つけるルーメイ。
腕時計を持ち帰ったルーメイは、真夜中に、それをこっそり時計店の机に置き、去って行った。
リョウが見つけた腕時計の針は、修正され、今の時を刻んでいた。

## キャスト
- リョウ - 三浦春馬
- ルオラン／ルーメイ - リウ・シーシー（二役）
- ティエルン - チャン・シャオチュアン

## スタッフ
- 監督 - 行定勲
- 原作 - 本多孝好『真夜中の五分前　five minutes to tomorrow（side-A・side-B）』（新潮文庫刊）
- 脚本 - 堀泉杏
- 撮影 - 中山光一
- 照明 - 中村裕樹
- サウンド・ディレクター - ドゥ・ドゥチー（杜篤之）
- 美術 - ジョウ・シンレン（周欣人）、相馬直樹
- 音楽 - 半野喜弘
- 編集 - 今井剛
- VFXスーパーバイザー - 進威志、大萩真司
- 助成 - 文化庁
- 配給 - 東映
- 企画プロダクション - セカンドサイト
- 企画協力 - 新潮社
- 制作プロダクション - Shanghai Universaljoy Pictures、アミューズ
- 制作協力 - ジェイアンドケイ・エンタテインメント、グラスホッパー!、アミューズ上海
- 製作 - “Five Minutes to Tomorrow” Film Partners（アミューズ、東映、木下グループ、東映ビデオ、イノベーションデザイン、GCOO ENTERTAINMENT、SUPER ENTERTAINMENT、SHENZHEN MEIXUN JIARUN ENTERTAINMENT INVESTMENT CO.LTD、BEIJING FONGHONG MEDIA CO.LTD、SHANGHAI HUAYAN CULTURE&ARTS CO.LTD）